# Ochromyscus brockmani
Ochromyscus brockmani — вид гризунів родини мишевих. Він зустрічається в Африці: Центральноафриканська Республіка, Ефіопія, Кенія, Сомалі, Судан, Танзанія, Уганда і, можливо, Республіка Конго. Його природні місця проживання — сухі савани і скелясті місцевості.

## Морфологічна характеристика
Це дрібний гризун з довжиною голови й тулуба від 93 до 125 мм, довжиною хвоста від 115 до 175 мм, довжиною лапи від 18 до 22 мм, довжиною вух від 14 до 20 мм і вага до 39 грамів. Верхня частина тіла світло-жовтувато-сіра, вкрита чорнуватими волосками, особливо вздовж спини, а черевна частина та губи білі. Боки світліші від спини. Вуха сірувато-коричневі, практично без волосся. Задня частина ніг біла. Хвіст набагато довший за голову й тулуб, коричневий зверху, білий знизу та густо вкритий волоссям, яке стає дедалі довшим до кінця, де є пучок.

## Поведінка
Це наземний і нічний вид. Харчується безхребетними і крохмалистими овочами.